# هنري إيرل سينغلتون
هنري إيرل سينغلتون (بالإنجليزية: Henry Earl Singleton)‏ هو مهندس أمريكي، ولد في 27 نوفمبر 1916 في تكساس في الولايات المتحدة، وتوفي في 31 أغسطس 1999 في لوس أنجلوس في الولايات المتحدة.